# Shin'ichi Abe
Shin'ichi Abe (安部 慎一?, Abe Shin'ichi; Tagawa, 7 aprile 1950) è un fumettista giapponese.

## Biografia
Nasce a Tagawa, una città mineraria nel sud del Giappone nella prefettura di Fukuoka. Impara il disegno e la pittura ad olio durante gli anni scolastici disegnando per il giornale del liceo. È durante questa esperienza collettiva che incontra Miyoko, sua futura compagna. La loro relazione sarà al centro del suo lavoro di stampo autobiografico. Nel 1970, a vent’anni, viene pubblicato dalla rivista antologica Garo, dove esordisce con opere autobiografiche, diventando una figura di spicco del watakushi manga, il manga dell’io. Le sue storie ruotano sulla figura delicata e sensuale di Miyoko e su esperienze personali dove mette a nudo le emozioni più estreme e intime. Nell’opera Un ragazzo gentile (美代子阿佐ヶ谷気分?, Miyoko Asagaya Kibun) racconta l’amata Miyoko, la loro casa, le giornate fatte di droga, sesso, musica, le conversazioni su arte e vita insieme agli amici, la disperata ricerca del successo nel mondo del manga che lo porterà sempre più ossessivamente ad attaccarsi alla sua compagna e musa ma anche verso l’abisso dell'alcolismo. Le sue tavole inchiostrate con pennellate ruvide e ampie sono la sintesi di un linguaggio espressionista che era ampiamente utilizzato nel manga alternativo nei primi anni '70.
A causa di una connaturata fragilità emotiva e di una tendenza all’etilismo, a metà degli anni '70, comincia ad avere problemi di salute mentale. In cerca di punti fermi, si lega ad una congregazione religiosa che lo convince ad abbandonare la sua attività di fumettista, considerando le sue opere inquietanti e oscene. Abe ritorna a Tagawa, sua città natia, si costruisce una vita più convenzionale, con una famiglia lavorando come salaryman (サラリーマン?, Sararīman, letteralmente "lavoratore salariato"). Costantemente tormentato tra il senso di colpa e il desiderio di tornare a disegnare, lavora a opere che non conclude mai, questo stato di cose finisce per indebolirne l’animo portandolo a lunghi e frequenti ricoveri ospedalieri. Un disordine emotivo che si rifletterà nello stile quanto nella narrazione ormai caotica e informe dei suoi lavori.
Nel 2009 è stato fatto un adattamento cinematografico di "Miyoko, l’atmosfera di Asagaya" (美代子阿佐ヶ谷気分?, Miyoko Asagaya Kibun) con la regia e la sceneggiatura di Yoshifumi Tsubota (坪田義史?); il vero Shin'ichi Abe appare brevemente alla fine sui titoli di coda.

## Opere

### Pubblicate in Giappone
- Hi no Koufun    (日の興奮?), Serindo, 1970, ISBN 978-4898301074.
- Miyoko Asagaya Kibun  (美代子阿佐ヶ谷気分?), Serindo, 1971, ISBN 978-4883794287.
- Mokuzou Motar-no Oukoku ― Garo 20-nenshi (   木造モルタルの王国―ガロ20年史?), Seirindo, 1984, ISBN 978-4792601324.
- Airen no Kazoku / Seisho   ( 愛蓮の家族／聖書?), Serindo, 2001, ISBN 978-4792603571.
- Hakushin no Bi o Motomete  (  迫真の美を求めて?), Seirin Kōgeisha, 2002, ISBN 978-4883791309.
- Tengo  ( 天国  ?), Serindo, 2002, ISBN 978-4898301326.
- Boku wa Sarakin no Hoshi desu!  ( 僕はサラ金の星です! ?), Seirin Kōgeisha, 2003, ISBN 978-4883791309.
- Yasashī hito  (やさしい人― ?), Seirin Kōgeisha, 2016, ISBN 978-4883794287.

### Pubblicate in Italia
- Un ragazzo gentile, Canicola, 12 settembre 2019, ISBN 978-8899524111.

### Pubblicate in Francia
- Paradis, collana Picquier Manga, Editions Philippe Picquier, 29 marzo 2006, ISBN 978-2877308441.
- Une bien triste famille, collana Mangaself, Seuil, 1º settembre 2006, ISBN 978-2020850667.
- Les Amours de Taneko, Seuil, 2007.
- Un Gentil Garçon, collana Pierre, Cornélius Editions, 30 agosto 2007, ISBN 978-2915492286.
- Mon père, collana AX Anthologie, volume 1, Le Lézard Noir, 24 febbraio 2011,  pp. 297-300, ISBN 978-2353480227.